# Christelle Cornil
Christelle Cornil (Bruxelles, 28 agosto 1977) è un'attrice belga.

## Biografia
Studia presso l'Institut des arts de diffusion belga, successivamente al Conservatorio Reale, nella città di Mons e infine nella sua città natale al Conservatorio Reale di Bruxelles. Debutta al cinema nel 2000.

## Filmografia
- Le vélo de Ghislain Lambert, regia di Philippe Harel (2000)
- Julie & Julia, regia di Nora Ephron (2009)
- Mr. Nobody, regia di Jaco Van Dormael (2009)
- Illégal, regia di Olivier Masset-Depasse (2011)
- Vento di primavera (La rafle), regia di Roselyne Bosch (2010)
- Au cul du loup, regia di Pierre Duculot (2011)
- Elles, regia di Małgorzata Szumowska (2011)
- Landes, regia di François-Xavier Vives (2013)
- Mister Morgan (Mr. Morgan's Last Love), regia di Sandra Nettelbeck (2013)
- Marsupilami (Sur la piste du Marsupilami), regia di Alain Chabat (2012)
- Una promessa (Une promesse), regia di Patrice Leconte (2013)
- Jacques a vu, regia di Xavier Diskeuve (2014)
- Mea culpa, regia di Fred Cavayé (2014)
- Due giorni, una notte (Deux jours, une nuit), regia di Jean-Pierre e Luc Dardenne (2014)
- Benvenuti... ma non troppo (Le Grand Partage), regia di Alexandra Leclère (2015)
- In nome di mia figlia (Au nom de ma fille), regia di Vincent Garenq (2016)
- I visitatori 3 - Liberté, egalité, fraternité (Les Visiteurs : La Révolution), regia di Jean-Marie Poiré (2016)
- La ragazza senza nome (La Fille inconnue), regia di Jean-Pierre e Luc Dardenne (2016)
- Agente speciale 117 al servizio della Repubblica - Allarme rosso in Africa nera (OSS 117: Alerte rouge en Afrique Noire), regia di Nicolas Bedos (2021)
- Orlando, regia di Daniele Vicari (2022)
- Jeunes Mères, regia di Jean-Pierre e Luc Dardenne (2025)

## Premi e riconoscimenti
- Premio Magritte

2011: Migliore attrice non protagonista per Illégal
2013: candidata a migliore attrice per Au cul du loup
2014: candidata a Migliore attrice non protagonista per Landes
2015: candidata a Migliore attrice non protagonista per Due giorni, una notte (Deux jours, une nuit)
2016: candidata a migliore attrice per Jacques a vu

## Doppiatrici italiane
- Mariagrazia Cerullo in Agente speciale 117 al servizio della Repubblica - Allarme rosso in Africa nera